# Список прем'єр-міністрів Белізу
Прем'єр-міністр Белізу — глава уряду та виконавчої влади Белізу, є також лідером найбільшої в парламенті партії. Країна має двопартійну систему, і прем'єр-міністрами були представники тільки Об'єднаної демократичної та Народної об'єднаної партій.

## Список голів уряду Белізу
| Термін повноважень                | Ім'я                                        | Партія                                      | Примітки                                    |
| --------------------------------- | ------------------------------------------- | ------------------------------------------- | ------------------------------------------- |
| Британський Гондурас              | Коронна колонія Великої Британії            | Коронна колонія Великої Британії            | Коронна колонія Великої Британії            |
| 7 квітня 1961 — 1 січня 1964      | Джордж Кедл Прайс, Перший міністр           | НОП                                         |                                             |
| Британський Гондурас              | Самоврядна коронна колонія Великої Британії | Самоврядна коронна колонія Великої Британії | Самоврядна коронна колонія Великої Британії |
| 1 січня 1964 — 1 червня 1973      | Джордж Кедл Прайс, Прем'єр                  | НОП                                         | 1 термін                                    |
| Беліз                             | Самоврядна коронна колонія Великої Британії | Самоврядна коронна колонія Великої Британії | Самоврядна коронна колонія Великої Британії |
| 1 червня 1973 — 12 вересня 1981   | Джордж Кедл Прайс, Прем'єр                  | НОП                                         |                                             |
| Беліз                             | Незалежна країна                            | Незалежна країна                            | Незалежна країна                            |
| 21 вересня 1981 — 17 грудня 1984  | Джордж Кедл Прайс, Прем'єр-міністр          | НОП                                         |                                             |
| 17 грудня 1984 — 7 вересня 1989   | Мануель Есківель, Прем'єр-міністр           | ОДП                                         | 1 термін                                    |
| 7 вересня 1989 — 3 липня 1993     | Джордж Кедл Прайс, Прем'єр-міністр          | НОП                                         | 2 термін                                    |
| 3 липня 1993 — 28 серпня 1998     | Мануель Есківель, Прем'єр-міністр           | ОДП                                         | 2 термін                                    |
| 28 серпня 1998 — 8 лютого 2008    | Саїд Муса, Прем'єр-міністр                  | НОП                                         |                                             |
| 8 лютого 2008 — 12 листопада 2020 | Дін Берроу, Прем'єр-міністр                 | ОДП                                         |                                             |
| з 12 листопада 2020               | Хуан Антоніо Брісеньо, Прем'єр-міністр      | НОП                                         |                                             |